# Павлюк Дмитро Олександрович
Дмитро́ Олекса́ндрович Павлю́к — старший солдат резерву Збройних сил України. Основне місце дислокації військової частини — Житомирська область, 95-а аеромобільна бригада.

## З життєпису
30 червня 2014 року в бою поранений під Семенівкою у п'яту, діагноз — консолідуючий вогнепальний багатоуламковий дірчастий перелом п'яткової кістки.
Перебуває у відпустці по хворобі, вереснем 2014-го мали ставити імплантат. За бійцем станом на жовтень 2014 доглядають дружина та двоє діток.

## Нагороди
- 15 липня 2014 року — за особисту мужність і героїзм, виявлені у захисті державного суверенітету та територіальної цілісності України, вірність військовій присязі під час російсько-української війни, відзначений — нагороджений орденом «За мужність» III ступеня.